# Carlo Federici Casa
Carlo Federici Casa (Ventimiglia, 21 de julio de 1906-Bogotá, 14 de enero de 2004) fue un matemático y físico italiano nacionalizado colombiano.  El 8 de abril de 1948 viajó a Colombia para impartir clases en Bogotá en la Universidad Nacional de Colombia 5 de diciembre de 2001 al 1 de noviembre de 2002

## Biografía
Nacido dentro de una familia de funcionarios, su padre Napoléone Federici trabajó en la administración pública de correos y telecomunicaciones, su madre Emilia Casa fue profesora. Inició sus estudios primarios en Sestri Ponente Génova  Luego ingresó en una escuela técnica y en el Instituto Técnico Víctor Manuel II en Génova, para aprender y seguir estudios de física y matemáticas. Estudió dos lenguas extranjeras, alemán y francés.
En 1928 obtuvo el doctorado en física y en 1930 de matemáticas con la tesis Sulle congruence binomie . Se especializó en lógica matemática entre 1935 y 1938 con el profesor Alessandro Padoa, en 1942 fue nombrado profesor titular de matemáticas en el Colegio Gimnasio Christoforo Colombo entre 1942 y 1948. En 1945 fue interrogado y encarcelado por la Gestapo por su militancia en el Partido Comunista y antifascista por su participación a través de una revista clandestina. El 24 de abril de 1945, la llegada de partisanos italianos lo liberó y Carlo Federici Casa decidió partir hacia Colombia para perfeccionar sus conocimientos en completa paz.
En 1946, el cónsul de Colombia en Génova, Gustavo Uribe Arango, le ofreció la oportunidad de enseñar en la universidad capitalina. Decidió ir a Bogotá, Colombia, como profesor investigador en la Universidad Nacional de Colombia, en 1949 se involucró en la ciencia. Desde el pensamiento matemático fundamental generado inicialmente por un proceso de modernización, hasta el papel de la teoría de conjuntos en la interpretación de las matemáticas y la lógica. Conoció a Germán Zabala Cubillos, Pablo Casas Santofimio, Luciano Mora Osejo, José Nieto y Erwin Von Der Walde quienes tuvieron el poder de profundizar el estudio de las ciencias y las tesis de los principales representantes del pensamiento matemático de la época, Marc Krasner, Jean Dieudonné y Laurent Schwartz.

### Instituciones
- Fundó la primera revista especializada en matemáticas, la Revista de Matemáticas Elementales.[4]
- Fundó la Sociedad Colombiana de Matemáticas
- Fundó la Sociedad Colombiana de Física.
- 6 : Es designado director del nuevo departamento de matemáticas y estadística de la Universidad Nacional
- Fundó la Sociedad de Epistemología de las Ciencias Sociales [5] (Sánchez 2005, Silva Carrero 2016).

### Distinciones honoríficas
- 1992 : doctorado honoris causa por la Universidad Nacional (1992),
- 2001 : doctorado honoris causa por la Pontificia Universidad Javeriana (2001),
- 1996 : orden de la Cruz al Mérito del Cavaliere ufficiale otorgada por la República Italiana (1996)
- 2002 : Orden Civil del Mérito : Gran Cruz Extraordinaria de la Ciudad de Bogotá (2002).
- Presidente de la Comisión Permanente de Educación Matemática de Colombia.
- 1961 y 1962 : presidente honorario de la Sociedad Ecuatoriana de Matemáticas
- Profesor Emérito y Profesor Universitario Honorario.
- Comendador (Rango Honorario) otorgado por la ciudad de Bogotá
- mil novecientos ochenta y dos : gran maestro de universidades
- 1996 : Gran Cruz de la Universidad Nacional de la Ciudad de Bogotá